# Campanula aghrica
Campanula aghrica — вид квіткових рослин з родини дзвоникових (Campanulaceae). Країни зростання: Туреччина.